# Tao Kan

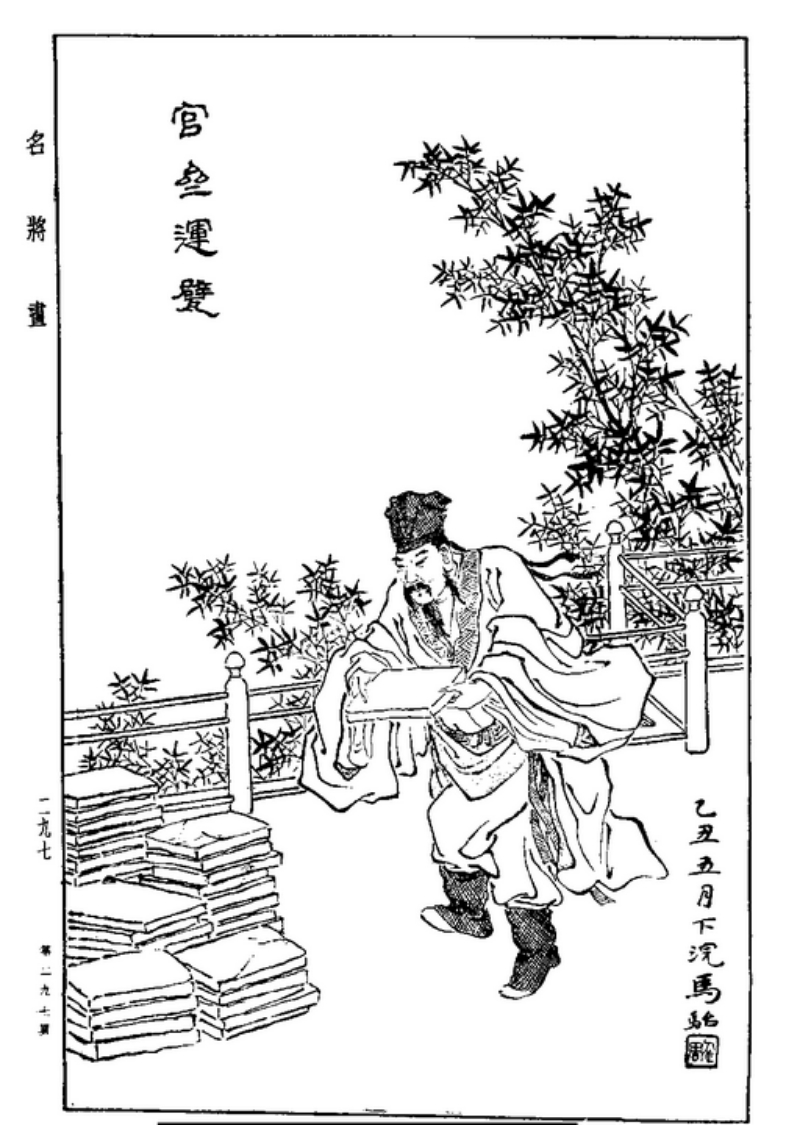
Tao Kan

Tao Kan (chinesisch 陶侃, Pinyin Táo Kǎn, geboren 259; gestorben 334) war ein chinesischer General und Provinzstatthalter während der Jin-Dynastie. Er wurde ebenfalls unter seinem Großjährigkeitsnamen Shixing (士行,  Shìxíng) bekannt, sowie unter seinem Titel Gong Huan von Changsha (長沙桓公,  Chángshā Huán Gong). Er war auch der Urgroßvater des Dichters Tao Yuanming.

## Leben
Tao Kan wurde während der ausgehenden Östlichen Wu-Dynastie (221–280) geboren. Seine Mutter Zhan war die Konkubine des Wu-Generals Tao Dan. Nach dem frühen Tod des Vaters wuchs Tao in unsicheren Verhältnissen auf, gelangte aber durch die aufopfernde Unterstützung seiner Mutter in eine niedrige Beamtenposition, was den Startpunkt seiner Karriere darstellte.
Der hohe Jin-Beamte Zhang Hua setzte den ihm anempfohlenen Tao Kan nicht in seinem eigenen Stab ein, sondern unterstellte ihn dem General Sun Xiu (孫秀,  Sūn Xiù). Von dieser Position wurde Tao Kan zu dem Statthalter Liu Hong (劉弘) der Provinz Jing (荊州,  Jīngzhōu - modernes Hubei und Hunan) versetzt, unter dem er die Rebellion des Chen Min (陳敏,  Chén Mǐn) niederschlug. Unter dem Kommando des Generals Wang Dun schlug er weitere Aufstände nieder, darunter auch den von Du Tao (杜弢). Schließlich war er selbst Provinzstatthalter von Jing.
Der einflussreiche General Wang begann jedoch, dem fähigen Tao Kan zu misstrauen. Eine Exekution Taos kam nicht in Frage, da der General Zhou Fang (周訪,  Zhōu Fǎng) Schwiegervater von Taos Sohn war. So wurde Tao lediglich im Jahr 315 nach Guangzhou (廣州,  Guǎngzhōu) strafversetzt, die unter der Kontrolle des aufrührerischen Wang Ji (王機,  Wáng Jī) stand. Tao besiegte Wang und befriedete die Provinz.
General Wang Dun erhob sich 322 selbst gegen Kaiser Yuan, woraufhin dieser Tao als Statthalter von Jiang (chinesisch 江州, Pinyin Jiāngzhōu) berief. Entgegen den Erwartungen Yuans fiel Taos militärische Unterstützung für den Kaiser nur bescheiden aus, und Wang gelang es, den Kaiser unter seine Kontrolle zu bringen. Yuans Nachfolger Kaiser Ming (晉明帝,  Jìn Míngdì) widersetzte sich 324 Wangs Ansprüchen und gewann die Auseinandersetzung. Tao wurde aus der erneuten Verbannung nach Guang zurück an den Hof geholt und übernahm dann erneut die Verwaltung von Jing sowie die militärische Oberhoheit über den Westen des Kaiserreichs. Taos Aufbauarbeit ermöglichte erst die späteren Feldzüge von Huan Wen (桓溫,  Huán Wēn) gegen Cheng Han.
Kaiser Ming starb bereits 325. In seiner Ehrenliste wurde Tao Kans Name nicht erwähnt, was zu Differenzen zwischen dem Regenten Yu Liang (庾亮,  Yǔ liàng, Yus Neffe, Kaiser Cheng (晉成帝,  Jìn Chéngdì) war bei der Inthronisierung erst vierjährig) und Tao Kan führte. Während der Rebellion Su Juns (蘇峻,  sū jùn) sicherte Yu sich darum auch gegen einen von ihm befürchteten Flankenangriff Taos ab, was zum Fall der Hauptstadt Jiankang (建康,  Jiànkāng) im Jahr 328 führte. Yu floh in die Provinz Jiang zu General Wen Jiao (溫嶠) und bot Tao Kan den Posten des Oberbefehlshabers in der kaiserlichen Armee an. Nach einer erst weiter ablehnenden Haltung gegen Yu akzeptierte Tao das Angebot, vereinte seine Streitmacht mit der Yus und Wens, und konnte 328 Su in der Schlacht töten. Im Jahr 330 unterdrückte er auch die Rebellion des Guo Mo (郭默,  Guō Mò).
Für seine Verdienste wurde Tao 329 auf den Rang des Gongs (Herzogs) von Changsha erhoben und erhielt das militärische Oberkommando über acht Provinzen. Diese Machtfülle übertraf selbst seinen einstigen Rivalen Wang Dun. 334 plante er, sich aufgrund einer Erkrankung in den Ruhestand nach Changsha zu begeben, starb aber während der Reise.

## Überlieferter Charakter
Es ist heute umstritten, ob er der Minderheit der Xi angehörte, welche in der heutigen Provinz Jiangxi lebte. Seine Herkunft aus ärmlichen Verhältnissen und aus dem Reich der Wu-Dynastie war für Tao Kan ein großes Hindernis bei der Erlangung von Posten. Die Historiographen, die neben seinem Urenkel Tao Yuanming über sein Leben Auskunft gaben, standen den Jin nahe und schilderten ihn als gebildeten Redner sowie als brillanten und unbestechlichen Strategen und Organisator, jedoch auch als hart, eitel, hinterlistig und pragmatisch. Fest steht, dass er seinen hochadligen Zeitgenossen durch seinen ungeschliffenen Auftritt unangenehm auffiel. Obwohl er Bequemlichkeiten durchaus schätzte, trat er als entschiedener Gegner übermäßigen Konsums (insbesondere von Alkohol) auf und arbeitete durch niedrige körperliche Tätigkeiten hart an sich selbst.